# Statistiques et records de la Coupe du monde de rugby à XIII
 (mars 2018).
Si vous disposez d'ouvrages ou d'articles de référence ou si vous connaissez des sites web de qualité traitant du thème abordé ici, merci de compléter l'article en donnant les références utiles à sa vérifiabilité et en les liant à la section « Notes et références ».
Cette page regroupe les différents records et statistiques depuis la première Coupe du monde de rugby à XIII de 1954.

## Toutes Coupes du monde confondues

### Coupes remportées
| Rang | Nombre de titres | Nation           | Éditions                                                    |
| 1    | 12               | Australie        | 1957-1968-1970-1975-1977-1988-1992-1995-2000-2013-2017-2021 |
| 2    | 3                | Grande-Bretagne  | 1954-1960-1972                                              |
| 3    | 1                | Nouvelle-Zélande | 2008                                                        |

### Points marqués par un joueur
L'Australien Johnathan Thurston a marqué un total de 124 points au cours des deux Coupes du monde qu'il a disputées en 2008 et en 2013, suivi de Shaun Johnson (120 points), Michael O'Connor (108 points) et Michael Cronin (108 points).

### Essais marqués par un joueur
L'Australien Billy Slater a marqué un total de 16 essais au cours des trois Coupes du monde qu'il a disputées entre 2008 et 2017, suivi de Valentine Holmes, Ryan Hall et Jarryd Hayne, ces trois avec 14 essais.

### Nombre de matches joués par un joueur
L'Australien Cameron Smith a disputé 17 rencontres de Coupe de monde au cours des trois Coupes du monde qu'il a disputées entre 2008 et 2017, suivi de Chris Hill (16 rencontres) et Bob Fulton (15 rencontres).

### Nombre de spectateurs
Le plus grand nombre de spectateurs a été enregistré au cours de la quatorzième édition de la Coupe du monde de rugby à XIII en 2013. Il s’agit de la finale de la compétition qui s'est jouée à Old Trafford à Manchester, Angleterre, le 30 novembre 2013. Ce stade a accueilli 74 468 spectateurs pour une capacité totale théorique de 76 212 places.

## Lors d'une seule Coupe du monde

### Points marqués par une équipe
Le record de points marqués par une équipe dans un match appartient à l'Australie à l'issue d'un match de la poule A de l'édition 2000 joué à Hull en Angleterre :
Australie  - Russie  110-4

## Lors d'un seul match

### Points marqués par un joueur
Le nombre record de points marqués l'a été par l'Australien Ryan Girdler avec 46 points.
Il l'a réalisé lors du match record  Russie  - Australie  de la Coupe du monde 2000.

### Essais marqués par un joueur
| Rang | Nombre d'essais | Joueur           | Nation     | Adversaire                | Édition |
| 1    | 6               | Valentine Holmes | Australie  | Fidji                     | 2017    |
| 2    | 5               | Thomas Makinson  | Angleterre | Papouasie-Nouvelle-Guinée | 2021    |
| 3    | 4               | Josh Addo-Carr   | Australie  | Liban                     | 2021    |
| 3    | 4               | Valentine Holmes | Australie  | Samoa                     | 2017    |

## Statistiques par édition
| Édition | Meilleur réalisateur  | Meilleur marqueur d'essai                        |
| 1954    | James Ledgard 29      | Gordon Brown 6                                   |
| 1957    | Brian Carlson 28      | Ian Moir 3 Kelvin O'Shea 3 Mick Sullivan 3       |
| 1960    | Brian Carlson 22      | Brian Carlson 4                                  |
| 1968    | Eric Simms 50         | Ron Coote 4 Clive Sullivan 4 Lionel Williamson 4 |
| 1970    | Eric Simms 37         | John Cootes 5                                    |
| 1972    | John Holmes 37        | Robert Fulton 5                                  |
| 1975    | Michael Cronin 76     | Keith Fielding 7 Ian Schubert 7                  |
| 1977    | George Fairbairn 34   | Allan McMahon 4 Graham Eadie 4                   |
| 1988    | Michael O'Connor 100  | Michael O'Connor 8                               |
| 1992    | Malcolm Meninga 70    | Malcolm Meninga 4                                |
| 1995    | Andrew Johns 62       | Steve Menzies 6                                  |
| 2000    | Mat Rogers 70         | Wendell Sailor 10                                |
| 2008    | Johnathan Thurston 50 | Billy Slater 7                                   |
| 2013    | Shaun Johnson 76      | Jarryd Hayne 9 Brett Morris 9                    |
| 2017    | Cameron Smith 50      | Valentine Holmes 12                              |